# Lee Seol
Lee Seol (en hangul, 이설; nacida el 13 de abril de 1993) es una actriz surcoreana de cine y televisión.

## Carrera
Lee Seol comenzó su carrera en 2016 actuando en vídeos musicales. Su debut fue el vídeo Alice de la cantante Horan. Participó asimismo en anuncios comerciales para teléfonos móviles, comida rápida, portales de internet y cosmética.
En cine, debutó en 2018 en el largometraje Herstory; apareció en un cameo en otro largometraje, I Have a Date with Spring, y participó en los cortometrajes A Room of One's Own y Counting the Stars. También actuó ese mismo año en televisión: primero en el drama especial de dos capítulos After the Rain (KBS2), donde interpretó a Yeong-ran, una desertora norcoreana que ocultó su pasado. Y a continuación, ya como protagonista, en la serie Less than Evil (MBC, también conocida como Bad Detective). Inmediatamente después de terminar esta última, comenzó el rodaje de When the Devil Calls Your Name, donde interpretó el papel de Lee Kyeong, una cantautora sin éxito.
En abril de 2021 se anunció que se había unido al reparto de One Ordinary Day, con el papel de la abogada Seo Soo-jin.
Entre 2023 y 2024 protagonizó una serie en doce episodios en Channel A, Entre él y ella, junto con Lee Dong-hae. En ella es una diseñadora de joyería que rompe con su novio tras siete años de relación. La serie obtuvo unos muy modestos índices de audiencia, lastrada por cambios de horarios y por la emisión de un solo episodio a la semana, entre otros motivos.

## Filmografía

### Películas
| Año    | Título                      | Papel                    | Notas        | Ref.  |
| ------ | --------------------------- | ------------------------ | ------------ | ----- |
| 2018   | Herstory                    | Hye-soo                  |              | [ 7 ] |
| 2018   | I Have a Date with Spring   | Estudiante universitaria |              |       |
| 2018   | A Room of One's Own         | Ji-young                 | cortometraje |       |
| 2019   | The Divine Fury             | Seol                     | cameo        |       |
| 2019   | My Punch-Drunk Boxer        | Ji-yeon                  |              |       |
| 2021   | Esperando la lluvia         | Gong So-yeon             |              |       |
| 2021   | The Cursed: Dead Man's Prey | Periodista               |              | [ 8 ] |
| 2025   | Nocturnal                   | Detective Min            |              | [ 9 ] |
| progr. | Days of Green               |                          |              |       |

### Series de televisión
| Año     | Título                         | Papel                    | Canal        | Notas                      | Ref.          |
| ------- | ------------------------------ | ------------------------ | ------------ | -------------------------- | ------------- |
| 2018    | After The Rain [Okran-myeonok] | Yeong-ran                | KBS2         | Drama Special, un episodio | [ 10 ]        |
| 2018    | Less Than Evil                 | Eun Sun-jae              | MBC          | Protagonista               | [ 11 ]        |
| 2019    | When the Devil Calls Your Name | Lee Kyeong               | tvN          | Protagonista               | [ 12 ]        |
| 2020    | Amanza                         | Min-jung                 | KakaoTV      |                            | [ 13 ]        |
| 2021    | D.P.                           | Hermana de Shin Woo-seok | Netflix      | Serie web, episodios 1 y 6 |               |
| 2021    | One Ordinary Day               | Seo Soo-jin              | Coupang Play | Serie web                  | [ 14 ] [ 4 ]  |
| 2023-24 | Entre él y ella                | Han Sung-ok              | Channel A    | Protagonista               | [ 15 ]        |
| 2025    | Our Movie                      | Chae Seo-young           | SBS          |                            | [ 16 ] [ 17 ] |

### Vídeos musicales
| Año  | Artista             | Título                             | Hangul                | Ref.   |
| ---- | ------------------- | ---------------------------------- | --------------------- | ------ |
| 2016 | Horan               | Alice                              | 앨리스                | [ 18 ] |
| 2016 | Jay Park, Kirin     | City Breeze                        |                       |        |
| 2016 | Unknown Dress       | On Christmas Day                   |                       | [ 18 ] |
| 2016 | Tei                 | Why is love                        | 사랑은 왜]            | [ 18 ] |
| 2016 | Mad Clown           | Lies (feat. Lee Hae-ri de Davichi) | 거짓말                |        |
| 2017 | Mad Clown           | Love is a Dog From Hell            | 사랑은 지옥에서 온 개 | [ 18 ] |
| 2017 | 20 (Hwang Dae-hyun) | Remind me                          | 떠올려줘              | [ 18 ] |
| 2018 | Kim Dong-ryul       | Reply                              | 답장                  | [ 18 ] |

## Premios y nominaciones
| Año  | Premio                    | Categoría                                                             | Papel          | Resultado | Ref.   |
| ---- | ------------------------- | --------------------------------------------------------------------- | -------------- | --------- | ------ |
| 2018 | MBC Drama Awards          | Premio a la excelencia, Actriz en serie de lunes-martes               | Less Than Evil | Nominada  |        |
| 2018 | MBC Drama Awards          | Mejor actriz revelación                                               | Less Than Evil | Ganadora  | [ 19 ] |
| 2018 | KBS Drama Awards          | Premio a la excelencia, Actriz en drama de un capítulo/especial/corto | After the Rain | Ganadora  | [ 20 ] |
| 2019 | 55th Baeksang Arts Awards | Mejor actriz revelación (TV)                                          | Less Than Evil | Nominada  |        |